# Le parole non servono più
Le parole non servono più è un brano musicale del cantautore italiano Il Cile, primo singolo estratto dalla "special edition" del suo primo album Siamo morti a vent'anni, pubblicato dalla Universal Music.
È il brano con cui l'artista si presenta al Festival di Sanremo 2013, classificandosi al 5º posto nella sezione Giovani. Del brano viene pubblicato anche un video.

## Compilation
- Sanremo 2013[3]
- Hit Mania Champions 2013[4]

## Tracce
Download digitale
1. Le parole non servono più - 3:31